# Tora Bora
Tora Bora (paštunsko توره بوړه, latinizirano: Črna jama) je jamski kompleks, del gorske verige Spin Gar (Bele gore) v vzhodnem Afganistanu. Leži v okrožju Pačir Av Agam v Nangarharju, približno 50 kilometrov zahodno od prelaza Kiber in 10 km severno od meje province Kiber Paktunkva v Pakistanu. Tora Bora in okoliško pogorje Spin Gar sta imela naravne kaverne, ki so jih oblikovali potoki, ki so se zlivali v apnenec, ki je bil kasneje razširjen v kompleks, ki ga je financirala CIA, zgrajen za afganistanske mudžahide. Tora Bora je bila znana kot utrdba afganistanskih mudžahidov, ki so jo vojaške sile uporabljale proti Sovjetski zvezi v 1980-ih.

## Geologija
Geologija Tora Bore je pretežno metamorfni gnajs in skrilavec.

## Vojaška baza
Oktobra in novembra 1980, med operacijo Škval, je ta kompleks zavzela enota posebnih enot Kaskad KGB ZSSR skupaj s 66. motorizirano strelsko brigado 40. armade sovjetskih čet v Afganistanu. Kot je o prvem napadu zapisal polkovnik Valentin Gerasimenko: »Tora Bora je bila takrat še malo znana, a že pokrita s tančico skrivnosti baza Dušmanov. Šele kasneje bo v svoji slavi, v številu napadov in uničenja presegla Pandžširsko dolino.
18.–19. junij 1981 - v provinci Nangarhar, 85 km južno od Džalalabada, na območju afganistansko-pakistanske meje, enote sovjetske 66. motorizirane strelske brigade in del afganistanske 11. pehotne divizije Džalalabad zavzamejo utrjeno območje mudžahidov Tora Bora.
22.–29. julij 1983 - operacija v Tora-Bori 66. motorizirane strelske brigade.
Oporišče v Tora Bori je bilo razvito kot kompleks, ki ga je financirala CIA, zgrajena za mudžahedine po sovjetski invaziji na Afganistan leta 1979, zahodni mediji pa so jo opisali kot »neosvojljivo jamsko trdnjavo«, v kateri je 2000 mož skupaj z bolnišnico, hidroelektrarna, pisarne, hotel, skladišča orožja in streliva, ceste dovolj velike za vožnjo tanka v ter sofisticirane tunelske in prezračevalne sisteme.
Med ameriško invazijo na Afganistan je bil jamski kompleks ena od trdnjav talibanov in Al Kaide, kot je dejal obrambni minister Združenih držav Amerike Donald Rumsfeld. To je bila lokacija bitke pri Tora Bori decembra 2001 in domnevno skrivališče vodje Al Kaide Osame bin Ladna, zaradi katerega je januarja 2002 pobegnil v sosednji Pakistan. Bin Laden in njegova družina so se preselili v novo posestvo v vasi Čak Šaha Muhameda, bogato predmestje mesta Bilal blizu Abotabada 6. januarja 2006. Poročali so, da je leta 2007 ameriška obveščevalna služba domnevala, da se je bin Laden nameraval sestati z najvišjimi poveljniki Al Kaide in talibanov v Tora Bori pred začetkom morebitnega napada na Evropo ali Združene države.
Tako britanski kot ameriški tisk sta objavila podrobne načrte baze. Ko so mu med intervjujem za NBC pokazali načrt, je Rumsfeld dejal: »To je resen posel; ni enega od teh, veliko jih je.«
Načrtovana je bila dovršena vojaška operacija, ki je vključevala napotitev ekipe CIA-ZDA za posebne operacije z laserskimi označevalci za vodenje nenehnih močnih zračnih napadov v 72 urah. Ko so Tora Boro nazadnje zavzele ameriške in afganistanske enote, kljub mukotrpnemu iskanju v okolici niso našli nobenih sledi domnevne 'trdnjave'. Izkazalo se je, da je Tora Bora sistem majhnih naravnih jam, v katerih živi največ 200 borcev. Medtem ko so našli skladišča orožja in streliva, ni bilo sledi naprednih objektov, ki naj bi obstajali.
V intervjuju za Frontline PBS leta 2002 je štabni narednik iz ameriške specialne enote Alpha (ODA) 572 opisal jame:
Še enkrat, pri jamah to niso bili ti nori labirinti jam, ki so jih opisovali. Večinoma so bile naravne jame. Nekatere so bile podprte z nekaj kosi lesa, morda približno velikosti 10 krat 24 čevljev veliki prostori, največ. Niso bili prav veliki. Vem, da so iz tega naredili spektakel, in kako bomo mi lahko prišli vanje? Tudi to nas je skrbelo, ker vidimo vsa ta poročila. Potem se izkaže, da ko dejansko greš tja gor, so v resnici samo majhni bunkerji in veliko različnih skladišč streliva. – Jeff, štabni narednik ODA 572
Kompleks so pozneje ponovno zavzeli talibani in je služil kot pomembno oporišče za talibanski upor. Leta 2017 je Tora Bora napadla in zavzela Islamska država Iraka in Levanta – provinca Horasan (ISIL-K), a jo je Afganistanska nacionalna vojska kmalu ponovno zavzela.